# Høsterkøb Sogn
Høsterkøb Sogn er et sogn i Rudersdal Provsti (Helsingør Stift).
Høsterkøb Kirke blev i 1908 indviet som filialkirke til Birkerød Kirke. Høsterkøb blev så et kirkedistrikt i Birkerød Sogn, som hørte til Lynge-Kronborg Herred i Frederiksborg Amt. Birkerød sognekommune inkl. Høsterkøb dannede ved kommunalreformen i 1970 Birkerød Kommune, der ved strukturreformen i 2007 indgik i Rudersdal Kommune. 1. august 2018 blev Høsterkøb kirkedistrikt udskilt som det selvstændige Høsterkøb Sogn.
Stednavne, se Birkerød Sogn.